# Erlöserkirche (Bad Salzuflen)
Koordinaten: 52° 5′ 0″ N, 8° 45′ 6,4″ O

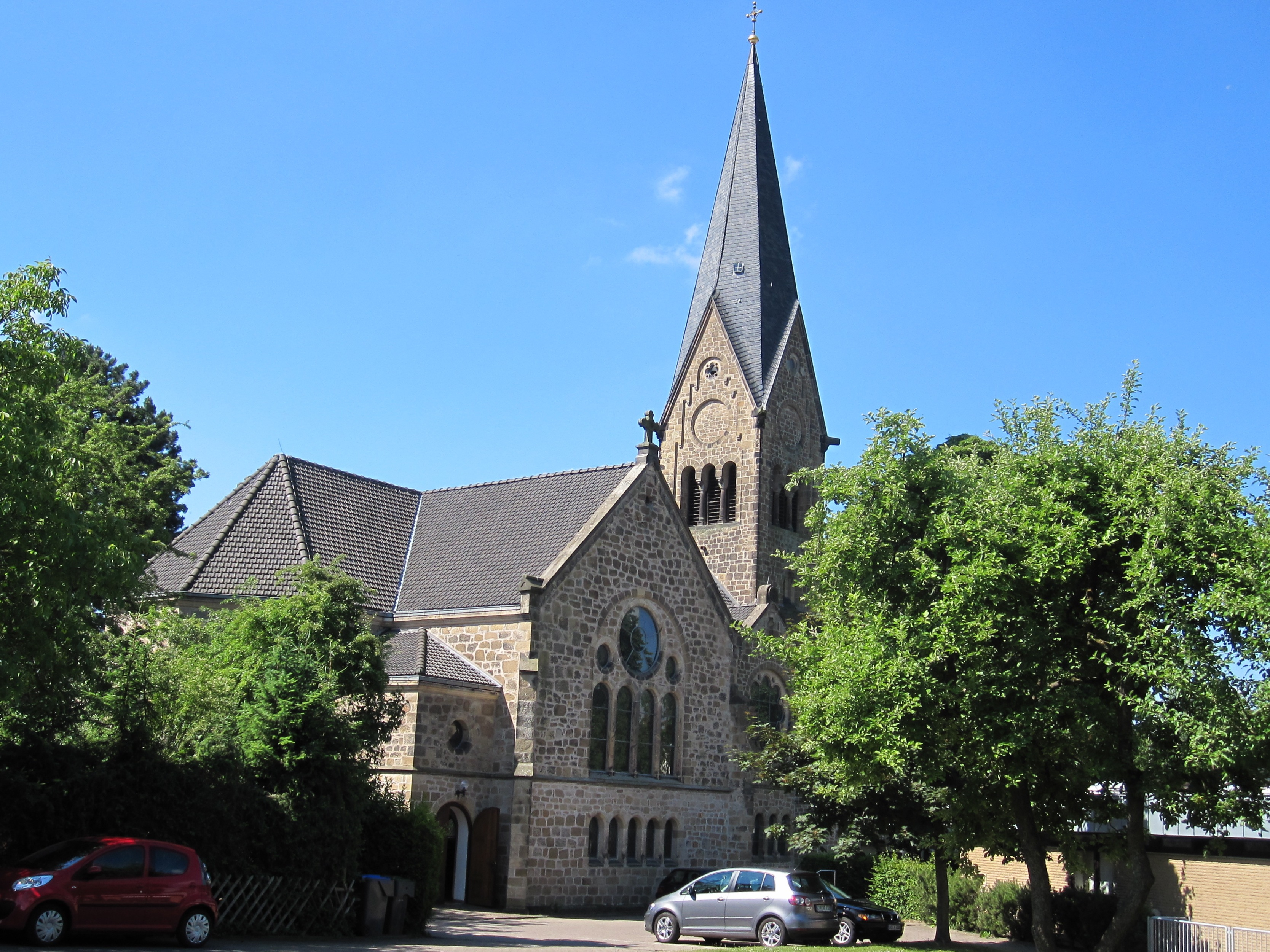
Erlöserkirche Bad Salzuflen (2017)

Die Erlöserkirche in der nordrhein-westfälischen Stadt Bad Salzuflen im Kreis Lippe ist ein kreuzförmiger, neuromanischer Kirchenbau.  

## Geschichte
Aufgrund des Zuzugs auswärtiger Arbeiter in den 1880er Jahren für Hoffmann’s Stärkefabriken nahm die Zahl der Lutheraner stark zu. 1880 wurde die evangelisch-lutherische Kirchengemeinde Bad Salzuflen als Tochtergemeinde von Bergkirchen gegründet. Sie wurde von Pfarrer Johannes Hartog (1842–1916) von Bergkirchen aus betreut. 1879 wurde ein Haus an der Ahornstraße (heute Nr. 23,  2017 abgerissen) erworben und zur Kapelle ausgebaut. 1900 wurde die Gemeinde selbstständig.

## Baugeschichte
Im Sommer 1891 wurde mit dem Bau der Kirche mit Detailformen der rheinischen Spätromanik begonnen. Die Kirche  wurde 1891–1892 nach einem Entwurf des Architekten Hermann Held (Bethel) unter Bauleitung durch Karl Siebold (Schildesche) ausgeführt. Die Grundsteinlegung erfolgte am 12. Juli 1891, am 8. Mai 1892, dem Sonntag Jubilate, wurde die Kirche eingeweiht. 
1909 wurde der 25 Meter hohe Turm mit Turmkugel und Kreuz errichtet und die Kirche nach Westen erweitert. Seit dem Bau der Auferstehungskirche als zweitem Kirchbau der Gemeinde erhielt sie den Namen Erlöserkirche. 
1945–1946 war die Kirche britische Garnisonskirche.
Im Rahmen einer umfassenden Renovierung 1969 erhielt die Kirche einen neuen Innenanstrich, eine neue Orgel, einen neuen Sandsteinaltar und einen Taufstein. Das letzte Stück der Erneuerung war auf Initiative des damaligen Pfarrers Thomas Tegtmeyer der Ausbau eines nicht mehr benötigten Heizungskellers zu einer Krypta.
Das Gebäude ist seit dem 30. April 1987 unter der Denkmalsnummer 29 in die Liste der Baudenkmäler in Bad Salzuflen eingetragen.
Die Gemeinde nimmt an der Aktion Offene Kirche der Lippischen Landeskirche teil. 
Die Kirche ist außerhalb der Gottesdienstzeiten auch werktags geöffnet.

## Kirchgebäude

Eingang

### Eingang
Die 2-türige Eingangstür ziert das Psalmwort „Gehet zu seinen Toren ein mit Danken. Psalm 100,4“.

### Vorraum
Im Vorraum hängt das ehemalige Altargemälde (signiert mit A. Cammann) mit dem Bild des Gekreuzigten, das seit der Renovierung und dem Abbau des ersten Altars hier dem Eintretenden begegnet.

### Apsis
Der Bogen vor der Apsis ist mit dem Bibelwort geschmückt: „Wer mein Wort hört und glaubt dem, der mich gesandt hat, der hat das ewige Leben“ (Joh 5,24 ). 
Die hölzerne Kanzel mit Schalldeckel ist an der linken Seite erhöht und zur hörenden Gemeinde etwas herausgerückt. Das in der Mitte der Apsis sichtbare Osterfenster und das Holzkruzifix sind die zentralen Aussagen des evangelischen Glaubens. Der neue schlichte Sandsteinaltar steht mitten in der Apsis.

### Taufstein
Den jetzigen Taufstein schenkte die katholische Kirchengemeinde zur Renovierung. Der Taufstein trägt die Inschrift „Ich habe dich erlöst, du bist mein“.  (Jes 43,1 )  Im Taufsteindeckel (Entwurf Waldemar Kögler, Bad Salzuflen) entspringt Wasser aus einer Dornenkrone und verteilt sich in vier Strömen über die Erdkugel.

### Krippe
Rechts zur Orgel hin steht eine Krippe des Künstlers Josef Grasedieck (1922–2013) aus Raesfeld. Sie ist aus dem Balken eines Fachwerkhauses gearbeitet und das Geschenk eines Gemeindemitgliedes.

### Glasfenster
Die 21 Glasfenster und Rosetten aus Antikglas, Kathedralglas, Blei und Schwarzlot sind von namentlich nicht bekannten Künstlern aus den Jahren um 1910.

## Orgel
Die Hamburger Firma Rudolf von Beckerath baute 1971 die neue Orgel für die Erlöserkirche. Sie erhielt aus akustischen Gründen ihren Platz vorn rechts neben der Apsis im südlichen Querschiff in der Nähe der Gemeinde und des Chores. In der Christvesper 1971 wurde die Orgel durch Superintendent Klose (Detmold) eingeweiht. Die Orgel verfügt über 28 Register, zwei Manuale und Pedal.
Die Disposition lautet:
| I Hauptwerk C–g3 |        |
| Bordun           | 16′    |
| Prinzipal        | 8′     |
| Rohrflöte        | 8′     |
| Oktave           | 4′     |
| Spitzflöte       | 4′     |
| Nasat            | 2 ⁄3′  |
| Oktave           | 2′     |
| Terz             | 1 3⁄5′ |
| Mixtur V         | 1 ⁄3′  |
| Trompete         | 8′     |

| II Brustwerk C–g3 |       |
| Gedackt           | 8′    |
| Prinzipal         | 4′    |
| Holzflöte         | 4′    |
| Waldflöte         | 2′    |
| Quinte            | 1 ⁄3′ |
| Sesquialtera II   |       |
| Sifflöte          | 1′    |
| Scharf IV         | 2⁄3′  |
| Dulzian           | 8′    |
| Tremulant         |       |

| Pedal C–f1       |     |
| Unterbass        | 16′ |
| Oktavbass        | 8′  |
| Gedackt          | 8′  |
| Metallflöte      | 4′  |
| Nachthorn        | 2′  |
| Rauschpfeiffe IV |     |
| Fagott           | 16′ |
| Trompete         | 8′  |
| Schalmei         | 4′  |

- Koppeln: II/I, I/P, II/P
- Spielhilfen: sechs Generalkombinationen, zwei geteilte Kombinationen für Pedal

## Glocken
Die drei Stahlglocken wurden vom Bochumer Verein 1909 gegossen. Sie sind in den Schlagtönen auf die Glocken der reformierten Stadtkirche in der Nachbarschaft abgestimmt.
| Nr. | Gussjahr | Gießer          | Schlagton | Inschrift                            |
| 1   | 1909     | Bochumer Verein | d 1       | Lobet den Herrn in seinem Heiligtum! |
| 2   | 1909     | Bochumer Verein | f 1       | Kommet, denn es ist alles bereit!    |
| 3   | 1909     | Bochumer Verein | g 1       | Wach auf, du Stadt Jerusalem!        |

Die Läuteordnung gibt folgendes vor:
- Einläuten des Sonntags am Sonnabend um 18:00 Uhr mit allen Glocken
- Zusammenläuten vor Beginn von Gottesdiensten und Konzerten mit allen Glocken
- Zum Vaterunser im Gottesdienst
- Am Tag der Beerdigung eines Gemeindemitglieds um 11:00 Uhr

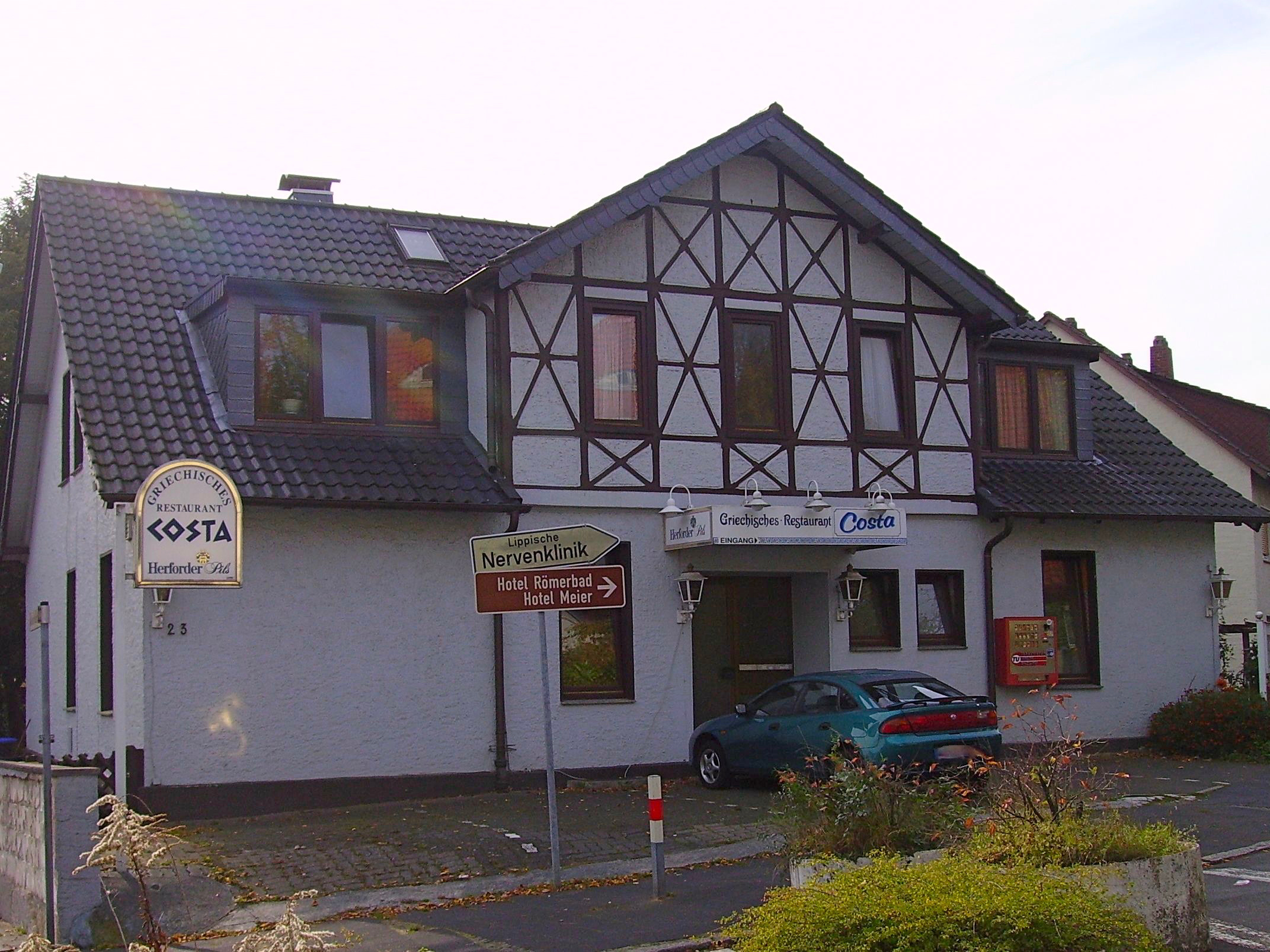
Erster Kirchsaal (Zustand 2008)
Erlöserkirche (Zustand 1904)
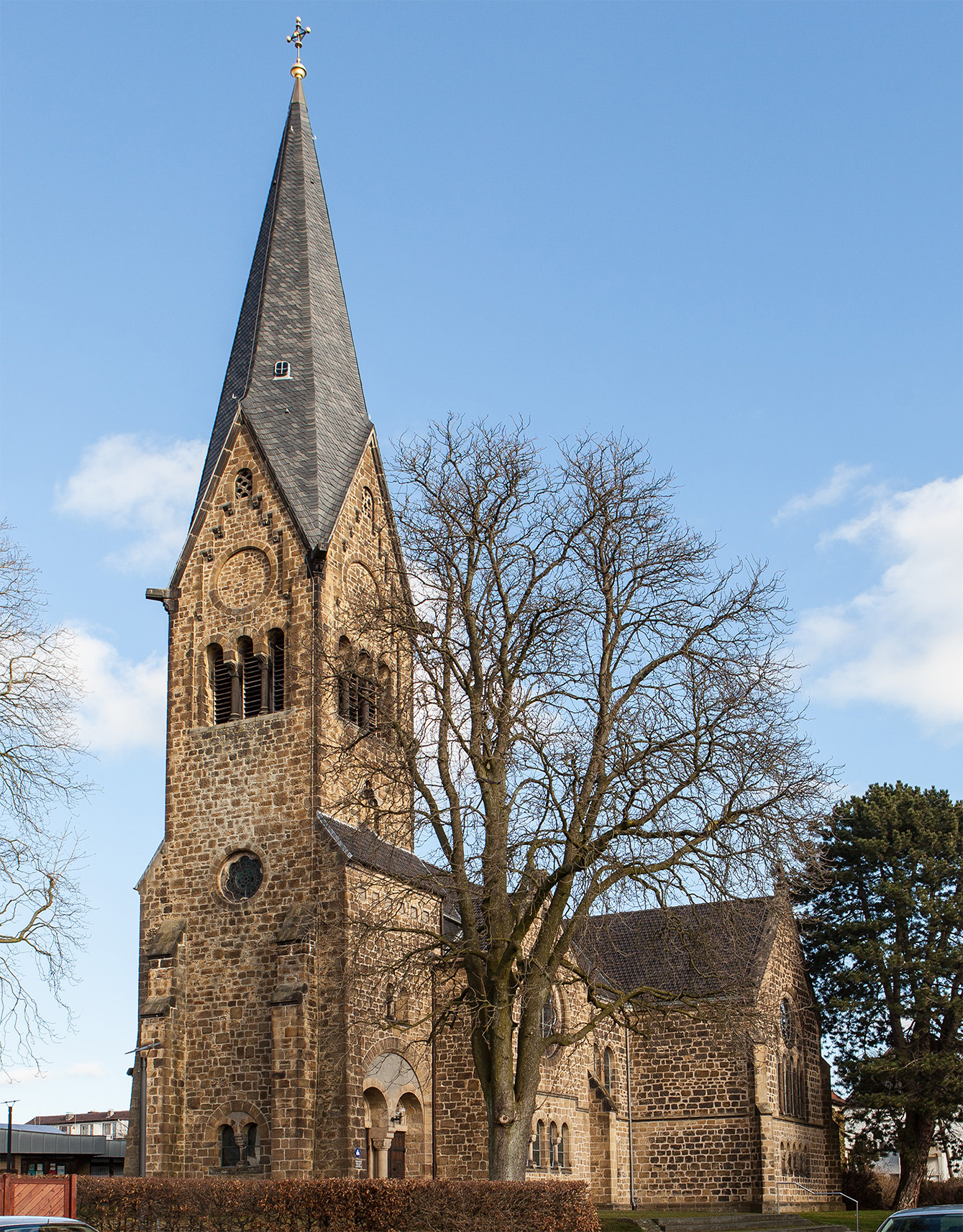
Erlöserkirche Turm